# Кинсли (Канзас)
Кинсли (енгл. Kinsley) град је у америчкој савезној држави Канзас.

## Демографија
По попису из 2010. године број становника је 1.457, што је 201 (-12,1%) становника мање него 2000. године.
| Група             | 2000.         | 2010.         |
| Белци             | 1.508 (91,0%) | 1.204 (82,6%) |
| Афроамериканци    | 8 (0,5%)      | 12 (0,8%)     |
| Азијати           | 7 (0,4%)      | 12 (0,8%)     |
| Хиспаноамериканци | 124 (7,5%)    | 214 (14,7%)   |
| Укупно            | 1.658         | 1.457         |